# Deer Island (Oregon)
Deer Island az Amerikai Egyesült Államok északnyugati részén, Oregon állam Columbia megyéjében elhelyezkedő népszámlálás által kijelölt hely és jogi személyiséggel nem rendelkező közösség. A 2010. évi népszámláláskor 294 lakosa volt. Területe 1,3 km², melynek 100%-a szárazföld.

## Népesség
A 2010-es népszámláláskor 294 lakója, 126 háztartása és 80 családja volt. A népsűrűség 232,6 fő/km². A lakóegységek száma 139, sűrűségük 106,9 db/km². A lakosok 92,2%-a fehér, 2,4%-a indián, 0,3%-a ázsiai, 2,7%-a egyéb-, 2,4%-a pedig kettő vagy több etnikumú. A spanyol vagy latino származásúak aránya 4,4% (4,1 mexikói, 0,3% pedig Puerto Ricó-i).
A háztartások 23%-ában élt 18 évnél fiatalabb. 50% házas, 9,2% egyedülálló nő, 4% pedig egyedülálló férfi; 36,5% pedig nem család. 28,6% egyedül élt; 7,1%-uk 65 éves vagy idősebb. Egy háztartásban átlagosan 2,33 személy élt; a családok átlagmérete 2,85 fő.
A medián életkor 46,3 év volt. A lakosok 22,1%-a 18 évesnél fiatalabb, 4,1% 18 és 24 év közötti, 22,2%-uk 25 és 44 év közötti, 38,5%-uk 45 és 64 év közötti, 13,3%-uk pedig 65 éves vagy idősebb. A lakosok 52,4%-a férfi, 47,6%-uk pedig nő.